# Ice Cream Cake
Ice Cream Cake è il primo EP del gruppo musicale sudcoreano Red Velvet, pubblicato il 17 marzo 2015 dalla SM Entertainment. È inoltre la prima pubblicazione da quando il quinto membro Yeri è stato aggiunto al gruppo, l'11 marzo 2015.

## Antefatti
L'11 marzo la SM Entertainment ha ufficialmente introdotto Yeri, il nuovo membro delle Red Velvet, attraverso due video caricati sul canale YouTube SMTOWN. Lo stesso giorno è stato rivelato il titolo dell'EP, Ice Cream Cake. S.M. Entertainment ha confermato che i singoli estratti dall'EP saranno Ice Cream Cake e Automatic.

## Tracce
1. Ice Cream Cake – 3:11 (testo: Jo Yoon-kyung, Kim Dong-hyun – musica: Hayley Aitken, Sebastian Lundberg, Fredrik Haggstam, Johan Gustafson a.k.a. Trinity Music)
2. Automatic – 3:30 (testo: Choi So-young – musica: Daniel "Obi" Klein, Charli Taft)
3. Somethin Kinda Crazy – 3:19 (testo: Kenzie – musica: Kenzie, Teddy Riley, DOM, Lee Hyun-seung for TRX, Charli Taft)
4. Stupid Cupid – 3:29 (testo: Sung Hyun-bin – musica: Andrew Choi, 220, Hayley Aitken, Cha Cha Malone)
5. Take It Slow – 3:31 (testo: G-High, Lee Ju-hyung – musica: G-High, Lee Ju-hyung)
6. Candy (사탕?, SatangLR) – 4:22 (testo: Hong Ji-yoo – musica: Claire Rodrigues Lee, Kevin Charge)

## Classifiche

### Classifiche settimanali
| Classifica (2015) | Posizione massima |
| ----------------- | ----------------- |
| Corea del Sud     | 1                 |
| Giappone          | 76                |

### Classifiche di fine anno
| Classifica (2015) | Posizione |
| ----------------- | --------- |
| Corea del Sud     | 50        |